# 歌舞伎座塔
歌舞伎座塔（日语：歌舞伎座タワー）是位於東京都中央區的摩天大樓。角川多玩國（Dwango）的總部也位於此地。

## 建築簡介
作為歌舞伎座的重建項目而建造，屬於都市再生特別地区專項工程。重建計劃於2008年10月宣布，舊歌舞伎座於2010年4月30日關閉。
高度145米，屋簷高度135米。地下4層，地上29層。曾獲第55屆BCS獎、2014年度日本鋼構造協會業績表彰業績獎、2014年度照明普及獎、第24回AACA獎特別獎。